# ランギ語
ランギ語（ランギご、ランギ語: Kilaangi、英: Rangi language、またはLangi）は、バントゥー語群に属する言語である。タンザニア中部のドドマ州に居住するランギ族の人々に話されている言語である。言語名別称として、Irangi、Kilaangi、Kilangi、Kirangi。

## 方言
- Haubi
- Kolo
- Kondoa
- Mondo